# 兰多塔尔
兰多塔尔（德語：Randowtal）是德国勃兰登堡州的一个市镇，隶属于乌克马克县。总面积为64.18平方千米，截至2020年总人口为914人。